# Biblioburro
El Biblioburro és una biblioteca itinerant que dona servei als municipis del Departament de Magdalena, Colòmbia. Fundat l'any 1997 pel professor colombià Luis Soriano, el biblioburro transporta i distribueix els llibres mitjançant dos rucs, Alfa i Beto.

## Història
Durant el llarg conflicte armat colombià, hi hagueren zones rurals, que intimidades per les forces guerrilleres i les forces paramilitars, foren abandonades pel govern i molts infants no van tenir accés a l'educació així com a la lectura i altres materials escolars. Per aquest motiu, Luis Soriano, professor d'educació primària de La Gloria, conscient d'aquesta problemàtica va decidir crear el projecte Biblioburro l'any 1997 per fer arribar els llibres a les comunitats interiors més desfavorides pel conflicte armat colombià. El seu fons inicial consistia en 70 volums, que formaven part de la seva biblioteca personal, i, per transportar-los, va adquirir dos rucs de càrrega, batejats com Alfa i Beto.
Després d'anys de treball, el biblioburro va adquirir notable rellevància després que Soriano expliqués el seu projecte a la ràdio colombiana. Ràpidament, va rebre donatius de llibres de diferents institucions augmentant la seva col·lecció a 4.800 llibres l'any 2008. També va rebre ajuda d'una entitat financera local, Cajamag, per la construcció una biblioteca al seu municipi natal però que va quedar paralitzada per manca de fons. Per altra banda, l'any 2002, va rebre finançament per part d'una biblioteca pública de Santa Marta, situada a 290 quilòmetres, i fou contractat com a bibliotecari itinerant. El seu cas va rebre gran ressò internacional especialment en mitjans de comunicació estatunidencs com el New York Times, Washington Post, CNN, etc., i, a més, el director Carlos Rendón va realitzar un documental sobre el biblioburro l'any 2011.